# Bergiaria platana
Bergiaria platana är en fiskart som först beskrevs av Steindachner, 1908.  Bergiaria platana ingår i släktet Bergiaria och familjen Pimelodidae. Inga underarter finns listade.